# Oberfranken
Oberfranken er både et Bezirk og et Regierungsbezirk i den tyske delstat Bayern.
Oberfranken ligger i den nordøstlige del af delstaten og grænser til Sachsen, Thüringen, Unterfranken, Mittelfranken og Oberpfalz. Derudover har den også grænse til Tjekkiets Verwaltungsbezirk Karlsbad (Karlovarský kraj).
Administrationsby for både bezirk regierungsbezirk er Bayreuth.

## Inddeling
Regierungsbezirk Oberfranken omfatter fire kreisfrie byer og ni landkreise:

### Kreisfrie byer
1. Bamberg
2. Bayreuth
3. Coburg
4. Hof

### Landkreise
1. Landkreis Bamberg
2. Landkreis Bayreuth
3. Landkreis Coburg
4. Landkreis Forchheim
5. Landkreis Hof
6. Landkreis Kronach
7. Landkreis Kulmbach
8. Landkreis Lichtenfels
9. Landkreis Wunsiedel im Fichtelgebirge (før kreisreformen kun Landkreis Wunsiedel)

## Geografi
| - Coburger Land - Fichtelgebirge - Frankenwald - Fränkische Schweiz - Bayeriske Vogtland - Fränkische Hassberge - Obermainland (eller Obermainisches Bruchschollenland) - Nordlige Fränkische Alb - Regnitztal - Münchberger Gneisplatte - Steigerwald | \| - Main - Saale - Pegnitz - Regnitz - Kössein - Röden - Haßlach - Itz \| - Weismain - Wiesent - Rodach - Kronach - Steinach - Selbitz - Eger \| |
| - Main - Saale - Pegnitz - Regnitz - Kössein - Röden - Haßlach - Itz | - Weismain - Wiesent - Rodach - Kronach - Steinach - Selbitz - Eger                                                                               |

### Jernbaner
(hovedstrækninger)
- München–Nürnberg–Bamberg–Lichtenfels–Saalfeld–Jena–Berlin (ICE)
- Dresden–Chemnitz–Plauen–Hof–Marktredwitz/Bayreuth–Nürnberg (IRE)
- Sonneberg–Coburg–Lichtenfels–Bamberg–Forchheim-Nürnberg
- Regensburg–Marktredwitz–Hof–Gera–Leipzig
- Nürnberg–Marktredwitz–Eger
- Würzburg–Bamberg–Hof/Bayreuth